# Utah State Route 24
Die Utah State Route 24 – bekannt auch unter der Bezeichnung Capitol Reef Scenic Byway  – ist ein Highway im US-Bundesstaat Utah. Etwa einen Kilometer westlich des Zentrums der Stadt Salina zweigt die State Route 24 zunächst in südwestlicher Richtung vom U.S. Highway 50 und verläuft bis zur Kreuzung mit dem Interstate 70 gemeinsam mit dem U.S. Highway 89 durch das Tal des Sevier River. Er zweigt links von der State Route 118 in das Plateau Valley ab und verläuft nun in Richtung Süden in Richtung des Tals des Otter Creek. 
Dabei wird nahe der Einmündung der State Route 62 die kleine Koosharem Paiute Indian Reservation am gleichnamigen Stausee durchquert. 
An der Grenze zwischen dem Piute und dem Wayne County wird in einem unbenannten Pass mit 2556 m die größte Höhe im Verlauf der Strecke erreicht. Ab hier ändert sich die Richtung der Strecke, welche nun in östlicher Richtung dem Verlauf fruchtbaren Tals des Fremont River folgt. Im Verlauf der nächsten 28 Kilometer (18 Meilen) werden die Ortschaften Loa, Lyman, Bicknell und Torrey durchquert, kurz vor dem Erreichen des Capitol-Reef-Nationalparks mündet die State Route 12 ein. In Hanksville, wo die State Route 95 einmündet, wendet sich die State Route 24 nach Nordosten und überquert kurz nach der Vereinigung von Fremont River und Muddy Creek den Dirty Devil River, bevor er östlich des Goblin Valley State Park die San Rafael Desert durchquert. Kurz nach der Überquerung des San Rafael River endet die State Route 24 21 Kilometer (13 Meilen) westlich von Green River am Interstate 70. 

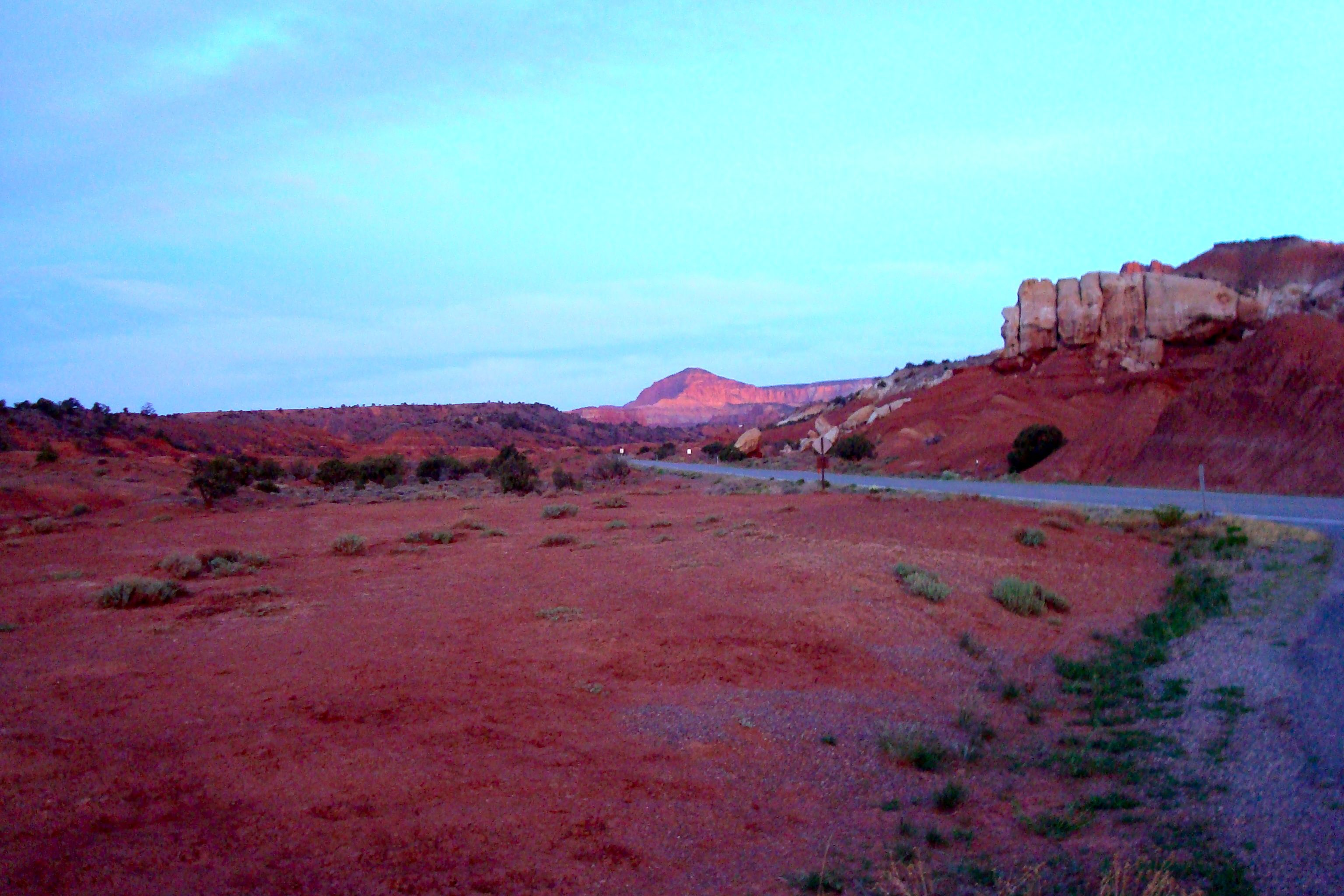
Utah State Route 24 im Capitol-Reef-Nationalpark